# Гонорея
Гоноре́я (от др.-греч. γόνος «семенная жидкость» и ῥέω «теку»; народ. перело́й и три́ппер) — инфекционное заболевание, вызываемое грамотрицательным диплококком — гонококком лат. Neisseria gonorrhoeae, передаваемое половым путём, характеризующееся поражением слизистых оболочек половых органов, органов мочеиспускания, а также разрушением костной системы. Относится к венерическим заболеваниям.

Электронограмма ультратонких срезов гонококка:
А) видна наружная мембрана клеточной стенки в бинарное деление гонококка;
Б) отделяемое уретры больного, гонококки на эпителиальной клетке.

При гонорее поражаются слизистые оболочки чаще всего половых путей, но могут поражаться слизистая прямой кишки, конъюнктива, ротоглотка.

## История
Гонорея упоминается ещё в Библии (например, Левит 15:1-15 для мужчин) как один из источников ритуальной нечистоты.
В 2018 году в Британии зафиксирован штамм гонореи, устойчивый ко всем видам антибиотиков. Есть сообщения о таких же случаях в Японии, Франции и Испании. Врачи опасаются начала эпидемии неизлечимой гонореи.

## Возбудитель

N.gonorrhoeae. Мазок из гноя. Окраска метиленовым синим

Гонококки (Neisseria gonorrhoeae) — вид грамотрицательных диплококков рода Neisseria. Вызывают гонорею — антропонозную венерическую инфекцию, характеризующуюся гнойным воспалением слизистых оболочек, чаще мочеполовой системы, а также сильную резь при мочеиспускании, и гнойные выделения, которые, как правило, происходят по утрам.

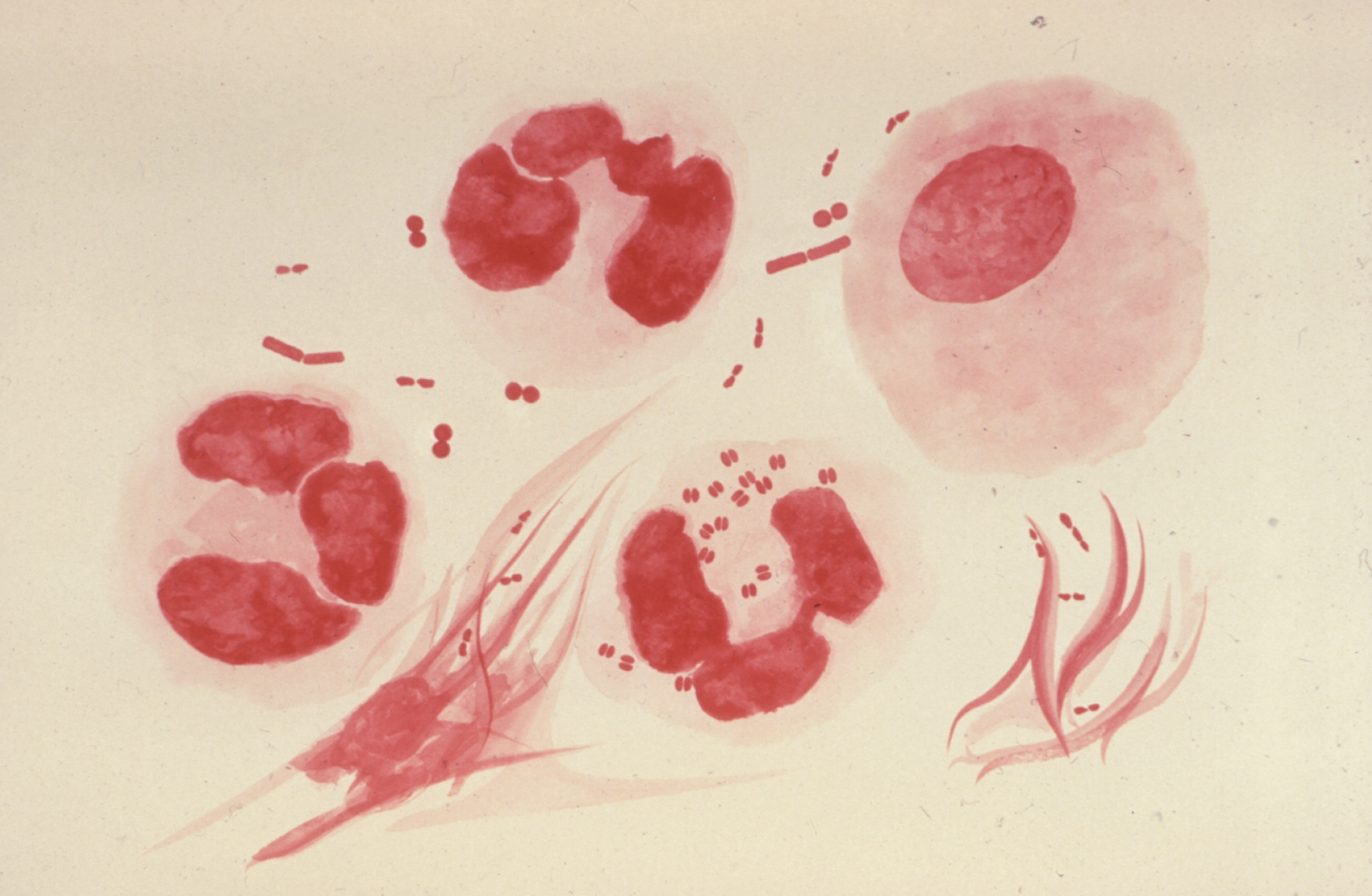
Возбудитель гонореи в мазке гноя (окраска по Граму).

Гонококк представляет собой парную бактерию, внешне напоминающую кофейные зёрна, сложенные вогнутыми сторонами внутрь. Основной путь заражения — половой. Шанс заразиться гонореей даже после одного полового контакта с инфицированным партнёром достигает 60—90 %. Вероятность заражения одинакова при обычном половом акте, а также анальном и оральном сексе. При анальных контактах наблюдается поражение прямой кишки, при оральных симптомы гонореи напоминают ангину.
Заболевания: уретрит, цервицит, сальпингит, проктит, бактериемия, артрит, конъюнктивит (бленнорея), фарингит. Реже
вызывают воспаление глотки и прямой кишки. Источник инфекции — больной человек. Возбудитель передаётся половым путём. При бленнорее заражение новорождённого происходит через инфицированные родовые пути матери. Род Neisseria включает более 20 видов: N. canis, N. cinerea, N. denitrificans, N. elongata, N. flavescens, N. gonorrhoeae, N. lactamica, N. macacae, N . meningitidis, N. mucosa, N. polysaccharea, N. sicca, N. subflava и др. Гонококки — грамотрицательные диплококки (от греч. diplo — двойной) бобовидной формы, располагаются парами, прилегая друг к другу вогнутой стороной (размером 1,25—1,0 х 0,7—0,8 мкм). Имеют нежную капсулу и пили. В гнойном отделяемом характерно расположение гонококков внутри и вне
фагоцитирующих клеток — лейкоцитов (незавершённый фагоцитоз).
| Факторы вирулентности                        | Биологический эффект                                                                                  |
| -------------------------------------------- | --- |
| Пили (белок пилин)                           | Прикрепление гонококков к эпителию влагалища, фаллопиевых труб и полости рта                          |
| Капсула                                      | Антифагоцитарная активность                                                                           |
| Белки наружной мембраны                      | |
| Por — пориновый белок                        | Способствует внутриклеточному выживанию бактерий, препятствуя слиянию лизосом с фагосомой нейтрофилов |
| Ора — (англ. Opacity protein) белок мутности | Опосредует плотное прикрепление к эпителиальным клеткам и инвазию внутрь клеток                       |
| Rmp — (англ. Reduction modifiable protein)   | Защищает поверхностные антигены (Рог-белок, липоолигосахарид) от бактерицидных антител                |
| LOS (Lipooliqosaccharide)                    | Липоолигосахарид обладает свойствами эндотоксина                                                      |
| IgAl-протеаза                                | Разрушает IgAl                                                                                        |
| Бета-лактамаза                               | Гидролизует бета-лактамное кольцо пенициллинов                                                        |

## Клинические проявления
Заболевание проявляется через 3—7 суток после заражения; протекает остро или хронически. Острая гонорея характеризуется выделением слизи, гноя, ощущением щекотания, жжения и боли в терминальном отделе уретрального канала, частыми позывами к мочеиспусканию, очень болезненному, иногда с примесью крови (гематурия). У мужчин острый гонорейный уретрит может сопровождаться частыми эрекциями и непроизвольными семяизвержениями (поллюциями) со следами крови в сперме (гемоспермия), что связано с наличием воспалений в семенном бугорке. Приблизительно у половины заражённых людей не наблюдается никаких симптомов, особенно в начале заболевания. Наиболее склонны к малосимптомному/бессимптомному течению заболевания женщины.
Из мочеиспускательного канала микроорганизм проникает к придатку яичка и вызывает его воспаление (эпидидимит, орхоэпидидимит — воспаление всей структуры — яичко + придаток), выражающееся увеличением, чрезвычайной болезненностью, общим лихорадочным состоянием. Воспаление это через 3—4 недели может пройти благополучно, или обратиться в хроническое, или окончиться омертвением придатка. Семенной канатик иногда воспаляется.
Болезнь иногда переходит на мочевой пузырь, распространяется дальше на мочеточники и вызывает заболевание самих почек. Воспаление слизистой оболочки способно распространяться и в глубину тканей. Лимфатические узлы также поражаются при гонорее и припухают. Наружные покровы воспаляются, отекают. Иногда наступает даже омертвение крайней плоти.
Острая гонорея у женщин имеет то же течение, что и у мужчин. Симптомы и течение болезни те же. От раздражения гноем наружных покровов развивается поражение кожи (экзема). Бартолиновы железы нагнаиваются. Заболевания мочевого пузыря, внутренней оболочки и покровов матки (пара— и периметриты) и т. п. представляются тяжёлыми осложнениями гонореи. Очень часто гонорея является причиной бесплодия.

## Профилактика
Для профилактики гонореи, как и других ИППП, рекомендуется пользоваться латексными, а при их непереносимости — полиуретановыми, но не натуральными мембранными презервативами.
В случае незащищённого полового контакта не рекомендуется проводить антибактериальную профилактику, за исключением случаев контакта с партнёром, имеющим высокую вероятность инфицирования. С целью профилактики гонореи возможно, хотя и не описано ни в одном руководстве , применение антибактериальных препаратов до или вскоре после полового акта. Основным условием, в какой-то мере оправдывающим применение средств антибактериальной профилактики является контакт с предположительно инфицированным партнёром и невозможность, по ряду причин, ожидания развития/отсутствия инфекции. Основным таблетированным препаратом, применение которого возможно при гонорее или риске её развития, является цефиксим, предпочтительно — диспергируемая таблетка 400 мг однократно.
Планомерное применение антибиотиков после каждого незащищённого контакта чревато развитием устойчивости микроорганизмов, что приведёт, в последующем, к неудачам терапии и тяжёлым осложнениям.
Ранее эффективный, азитромицин в настоящее время не используется при лечении гонореи и, естественно, для её профилактики. Несмотря на невысокий, по сравнению, например, с фторхинолонами (ципрофлоксацин, офлоксацин и другие) уровень устойчивости, последняя превышает рекомендованный ВОЗ для социально опасных инфекций 5 % порог.
Превентивное использование азитромицина, возможно, оправдано в качестве профилактики генитальной хламидийной инфекции, однако небольшое количество исследований не может служить доказательством этого потенциально полезного свойства макролидов.

## Диагностика
Микробиологическая диагностика
1. по Граму;
2. 1 % водным раствором метиленового синего и 1 % спиртовым раствором эозина.

Метод обладает высокой чувствительностью и специфичностью (90—100 %) только при исследовании уретрального отделяемого у мужчин с манифестными проявлениями. Метод микроскопии характеризуется низкой чувствительностью (45—64 %) при исследовании цервикальных, фарингеальных и ректальных проб, а также при бессимптомной инфекции.
- Бактериологический метод: посев на питательные среды, содержащие нативные белки крови, сыворотки или асцитической жидкости; используют безасцитные среды (например, среда КДС-1 с гидролизатом казеина, дрожжевым аутолизатом и нативной сывороткой); оптимум роста в атмосфере 10—20 % углекислого газа, при рН 7,2—7,4 и температуре 37 °C. Позволяет оценить чувствительность гонококков к антимикробным препаратам.
- Серологический метод: РСК (реакция Борде-Жангу) или РИГА (Reaction indirect hemagglutination, РНГА) с сывороткой крови больного.
- Молекулярно-биологический метод — (амплификация нуклеиновых кислот при помощи ПЦР). Отличается наиболее высокими показателями чувствительности и специфичности. Особенно рекомендован для проб из экстрагенитальных локусов.

## Лечение
Лечение гонореи сводится к применению курса антибиотиков.
Цефтриаксон 255 мг внутримышечно, совместно с азитромицином 1 г перорально однократно или с доксициклином 100 мг 2 раза в сутки — 7 суток (наиболее безопасная форма — доксициклин моногидрат), является предпочтительной терапией для неосложнённых гонококковых инфекций шейки матки, уретры и прямой кишки. Как азитромицин, так и доксициклин обладают активностью в отношении гонококка, и комбинированная терапия может отсрочить возникновение устойчивости. Таким образом, комбинированная терапия рекомендуется, даже если нет подозрений на коинфекцию с Chlamydia trachomatis или коинфекция исключена.
При хламидийном уретрите у мужчин наибольшей эффективностью, в том числе при сравнении с азитромицином, обладает доксициклин.
Вспомогательным средством является сульфат цинка.
Прогноз при своевременном и правильном лечении свежей гонореи благоприятный. При хронической и особенно осложнённой гонорее прогноз ухудшается.
Проходят клинические испытания: гепотидацин, золифлодацин, вакцина.

## Народные названия
В России существуют народные наименования гонореи: «перелой», «ветерок», «французский насморк», «трипак», «гусарский насморк» и «триппер».